# ドロテア・フォン・メデム
ドロテア・フォン・メデム（Dorothea von Medem、1761年2月3日 - 1821年8月20日）は、バルト・ドイツ人の貴族女性。最後のクールラント公ペーター・フォン・ビロンの3番目の妻。ベルリンで貴族サロンを主宰し、別居していた夫の便宜を図り様々な外交交渉を行ったことで知られる。

## 生涯
ドロテアは現在のラトビア領メジョトネにあるメゾテン宮殿で生れた。父は帝国伯爵の称号を持つ古いクールラント貴族出身で、ロシア帝国軍に陸軍中尉（ポルチク）として出仕するフリードリヒ・フォン・メデム、母はその2番目の妻ルイーゼ・シャルロッテ・フォン・マントイフェルである。父メデム伯爵は、1263年から1266年までリヴォニア騎士団長を務めたコンラート・フォン・マンダーンの子孫であり、1774年、キュチュク・カイナルジ条約締結に功あって聖アレクサンドル・ネフスキー勲章を授与された。伯爵はミタウの邸宅「ヴィラ・メデム」を始め、多くの財産を有していた。女性詩人エリーザ・フォン・デア・レッケは、ドロテアの腹違いの姉にあたる。
1779年11月6日、18歳のドロテアは37歳年上の子供のないクールラント公ペーター・フォン・ビロンの三番目の妻に迎えられた。ビロンはロシア女帝アンナ・イオアノヴナの寵臣だったエルンスト・ヨハン・フォン・ビロンの息子であった。ドロテアは6人の子供を産んだが、そのうち2人は幼い時に亡くなった。ただし、末娘のドロテアはおそらく私生児である。
公爵夫人の地位を得たドロテアは、その美貌も相まって上流社交界に歓迎された。夫のビロンは宗主であるポーランド王やクールラント貴族との確執などのため政治的な難局にあり、ドロテアを外交交渉のため頻繁にワルシャワに送り込み、後には短期間であるがベルリン、カールスバート、サンクトペテルブルクにも何度か妻を遣わした。ドロテアはビロンと長く離れて暮らすうちに夫とは疎遠な関係になってしまい、グスタフ・マウリッツ・アルムフェルト伯爵、タレーラン、ポーランド貴族のアレクサンデル・バトフスキ伯爵を始めとする数多くの男性と浮き名を流した。ドロテアが1793年に産んだ同名の娘ドロテアの実の父親はバトフスキ伯爵だったが、ビロンは妻の産んだ子を認知している。1794年、公爵夫人はベルリンのクールラント宮殿に移り住み、この邸宅で貴族サロンを開いた。
1794年、ドロテアはアルテンブルク地方のレービハウ荘園を入手し、以後はこの地所に建てた城館で夏の休暇を過ごすようになった。レービハウの城館には詩人、哲学者、親戚や友人が招待され、城館は「クールラント公爵夫人のミューズの館」として有名になった。ドロテアの姉エリーゼ・フォン・デア・レッケはレービハウの城館に住みついた詩人クリストフ・アウグスト・ティートゲと結ばれ、ロシア皇帝アレクサンドル1世、プロイセン王フリードリヒ・ヴィルヘルム3世、フランス皇帝ナポレオン1世、タレーラン、メッテルニヒ、ゲーテ、シラーなど同時代の大勢の有名人がクールラント公爵夫人の親しい友人だった。
1809年、末娘のドロテアがタレーランの甥エドモン・ド・タレーラン＝ペリゴールと結婚すると、公爵夫人はパリに移住し、タレーランと再び情熱的な関係を持つようになり、タレーランにナポレオンを裏切るよう説得するなど大きな影響を与えた。1814年、公爵夫人はタレーランが自分の娘ドロテアと愛人関係に陥ったことについて問いただすため、ウィーン会議の最中にウィーンを訪れた。1821年、公爵夫人ドロテアはレービハウで亡くなり、彼女の遺骸は一家の墓所のあるザーガン（現在のポーランド領ジャガン）に移された。夫のビロンはすでに1800年に死んでおり、この墓所に安置されていた。

## 子女
ドロテアは夫のビロンとの間に6人の子女をもうけた。
1. カタリーナ・フリーデリケ・ヴィルヘルミーネ・ベニグナ（1781年 - 1839年） - ザーガン女公ヴィルヘルミーネとして知られる。父の死により、シレジアのザーガン公国とボヘミアのナーホトにある荘園（ヘルシャフト）を相続した。
2. マリア・ルイーゼ・パウリーネ（1782年 - 1845年） - ホーエンツォレルン＝ヘヒンゲン侯フリードリヒ・ヘルマン・オットーと結婚した。父よりプラゲル宮殿とホールシュタイン、ネトコウの荘園を、姉ヴィルヘルミーネよりナーホトの荘園を相続した。
3. ヨハンナ・カタリーナ（1783年 - 1876年） - 第8代ベルモンテ公の弟アチェレンツァ公爵フランチェスコ・ラヴァスキエーリ・フィエスキ・スクアルチャフィコ・ピネッリ・ピニャテッリ・イ・アイメルク（ナポリ王妃マリア・カロリーナの愛人）と結婚した。1806年にプラハのクルラント宮殿を相続し、母の死に伴いアルテンブルク地方のレービハウ荘園を相続した。
4. ペーター（1787年 - 1790年）
5. 子供（生後すぐ死亡）
6. ドロテア（1793年 - 1862年） - 第7代タレーラン公爵、ディーノ公爵エドモン・ド・タレーラン＝ペリゴールと結婚した。実の父親はポーランド貴族アレクサンデル・バトフスキだったが、ビロンによって実子として認知された。ビロンが死ぬとベルリンのクールラント宮殿とヴァルテンブルクの荘園を相続した。1842年に異父姉パウリーネが死ぬと、ザーガン女公を引き継いだ。